# Wladislaw Titow
Wladislaw Titow (russisch Владислав Титов; * 10. Februar 1997 in Nowosibirsk) ist ein russischer Squashspieler.

## Karriere
Wladislaw Titow spielte 2018 erstmals auf der PSA World Tour und gewann auf dieser bislang drei Titel. Seine höchste Platzierung in der Weltrangliste erreichte er mit Rang 105 im April 2022. Für die russische Nationalmannschaft gab er 2018 sein Debüt bei der Europameisterschaft und belegte mit ihr Rang 24. Im Einzel stand er 2018 und 2019 im Hauptfeld und erreichte mit dem Achtelfinale 2019, in dem er Balázs Farkas unterlag, sein bestes Ergebnis. Von 2019 bis 2022 wurde er viermal in Folge Russischer Meister.

## Erfolge
- Russischer Meister: 4 Titel (2019–2022)